# Theodore Pappas
Pour les articles homonymes, voir Pappas.
Theodore Pappas, dit "Ted" Pappas est le directeur exécutif et chef de développement de l'Encyclopædia Britannica.
Il est l'auteur de quatre livres, dont True Grit: Classic Tales of Perseverance et Encyclopaedia Britannica Anniversary Edition: 250 Years of Excellence (1768–2018).

## Carrière professionnelle
Theodore Pappas travaille depuis 1998 pour l'Encyclopædia Britannica.
Il a occupé différents postes au sein de la société. Il est pendant plusieurs années manager d'une équipe d'édition, avant de rejoindre le secteur du développement et des relations publiques. Il s'occupe de gérer l'image de la société à l'extérieur.
Il a été présent sur différents plateaux de télévision tels que NBC Today Show ou encore celui de la CNN. Il a participé à des émissions de radio, comme celle de Fox News.
Il s'occupe de la gestion des programmes de partenariat entre Encyclopædia Britannica et d'autres entreprises, personnalités publiques, ou des associations. Il est à l'origine du partenariat entre Encyclopædia Britannica et What on earth Publishing, une entreprise publiant des livres pour enfants. La collaboration propose des encyclopédies illustrées accessibles pour les enfants.

## Vie privée
Theodore Pappas a effectué ses études à l'université de Harvard et à Beloit College.
Il vit désormais à Scottsdale dans l'état d'Arizona aux États-Unis. Il est le père de trois enfants.